# Leptochloa fusca
Leptochloa fusca là một loài thực vật có hoa trong họ Hòa thảo. Loài này được (L.) Kunth mô tả khoa học đầu tiên năm 1829.